# Belle mère (roman)
Pour les articles homonymes, voir Belle mère.
Belle mère est un roman de Claude Pujade-Renaud paru en 1994, lauréat du Prix Goncourt des lycéens 1994.

## Résumé
À la fois romance, épopée suburbaine et traité de la thérapie, Belle mère raconte le lent établissement de relation entre un paranoïaque et la deuxième femme de son père, mêlant la description du monde tel qu’il se présente à Eudoxie (la belle-mère) et les commentaires et réflexions personnelles de Lucien (le fils).
Le travail thérapeutique qu’entreprend Eudoxie, au début un simple refus de faire interner Lucien, sera de lui rendre la parole, puis l'acte fonctionnel, pour finalement accéder à une vie plus ou moins adulte. La contrepartie, qui n’apparaît que petit à petit, c’est de se faire apprécier physiquement, d’où le titre sans trait d’union.
Se voulant liaison entre l'époque de la Commune et de celle de l'Occupation, Belle mère est aussi une évocation d'une douce vie meudonoise disparue.